# Cocoihejre
Cocoihejre (latin: Ardea cocoi) er en fugleart, der lever i Sydamerika.